# Нов път (квартал)
„Нов път“ е квартал на град Видин, България, с предимно циганско население.
Разположен е в югозападната част на града, между Железопътна линия 7 на изток и юг, обработваеми земи, отделящи го от Републикански път I-1 на запад, и гробищата и малката промишлена зона по улица „Екзарх Йосиф I“ на север.
Кварталът е създаден през 1936 – 1938 година на мястото на стари турски и цигански гробища. Общината настанява там циганите от дотогавашната „Бара махала“ – блатист участък близо до река Дунав, който е често наводняван, а хората страдат от малария. За установяването на новото място всяко семейство получава от общината терен от 150 квадратни метра, материали за строителство и парична помощ от 200 лева, а властите съдействат и с извозване на материали от старите им домове. Първоначално жителите на квартала сами му дават името „Бончова махала“, по името на кмета Бърни Бончев, който е главният инициатор за неговото създаване. При комунистическия режим той е преименуван на „Боянова махала“ и „Боян Чонос“ (по името на местен партизанин), а след това – на „Нов път“.
През 1941 година в квартала е създадено Основно училище „Епископ Софроний Врачански“, първото училище в страната, насочено към образоването на циганите, които по това време са почти изцяло неграмотни.